# Santo-Pietro-di-Tenda
 Santo-Pietro-di-Tenda  là một xã ở tỉnh Haute-Corse trên đảo Corse, Pháp. Xã này có diện tích 2 km², dân số năm 1999 là 335 người.